# Віна (Алабама)
Віна (англ. Vina) — місто (англ. town) в США, в окрузі Франклін штату Алабама. Населення — 325 осіб (2020).

## Географія
Віна розташована за координатами 34°22′34″ пн. ш. 88°3′38″ зх. д. / 34.37611° пн. ш. 88.06056° зх. д. (34.376175, -88.060572).  За даними Бюро перепису населення США в 2010 році місто мало площу 12,45 км², з яких 12,43 км² — суходіл та 0,01 км² — водойми.

## Демографія
Згідно з переписом 2010 року, у місті мешкало 358 осіб у 142 домогосподарствах у складі 94 родин. Густота населення становила 29 осіб/км².  Було 161 помешкання (13/км²).
Расовий склад населення:
| - 94,7 % — білих - 1,1 % — чорних або афроамериканців - 0,6 % — азіатів - 0,3 % — корінних американців |

До двох чи більше рас належало 3,1 %. Частка іспаномовних становила 2,2 % від усіх жителів.
За віковим діапазоном населення розподілялося таким чином: 26,8 % — особи молодші 18 років, 57,3 % — особи у віці 18—64 років, 15,9 % — особи у віці 65 років та старші. Медіана віку мешканця становила 36,5 року. На 100 осіб жіночої статі у місті припадало 103,4 чоловіків;  на 100 жінок у віці від 18 років та старших — 113,0 чоловіків також старших 18 років.
Середній дохід на одне домашнє господарство  становив 36 038 доларів США (медіана — 22 500), а середній дохід на одну сім'ю — 45 464 долари (медіана — 30 000). За межею бідності перебувало 23,9 % осіб, у тому числі 20,7 % дітей у віці до 18 років та 31,2 % осіб у віці 65 років та старших.
Цивільне працевлаштоване населення становило 110 осіб. Основні галузі зайнятості: виробництво — 22,7 %, роздрібна торгівля — 19,1 %, сільське господарство, лісництво, риболовля — 14,5 %, мистецтво, розваги та відпочинок — 12,7 %.